# シナワット家
シナワット家またはシナワット一族（タイ語: สกุลชินวัตร、英: Shinawatra family）は、タイの豪族の一つで、客家系の華僑である丘春盛とその妻のサンディの息子であるチエンの子孫。代々チエンマイ周辺のシルク産業を独占しタクシン・シナワットに代表されるように政界にも人材を輩出している。現在、通信産業への進出がめざましく、前述タクシンの会社であるAISの関連企業などの代表もタクシン家のメンバーが独占している。
インタッチ・ホールディングス（旧シン・コーポレーション、シナワット・グループ）の創業家として知られる。家名（ชินวัตร）のカタカナ・アルファベット転写には、タイ語発音に基づくチナワット（Chinawat）や英語表記に基づくシナワトラ（Shinawatra）などの表記ゆれがある。

## 沿革
セン・セクー（丘春盛）は広東省梅州市出身の客家で1860年ごろタイに移住した。その後十数年の記録は分かっていないが、1890年頃までにはチャンタブリー（チャンタブリー県）の賭博場で税徴収人をしていたことが分かっている。そのころ土地の女性・サンディと結婚。1890年にはバンコクへ転勤し、1908年にはチエンマイへ転勤した。サンディも徴税業務に携わっていたが、1910年徴税業務の最中に強盗に襲われショック死するという悲劇にみまわれている。この事件を契機としてセン・セクーは税徴収人を辞め、ノーチャーという女性と再婚した。
セン・セクーとサンディの子のうち、長男のチエンはセン・ソンマという女性と結婚した。その後、ビルマから生糸を輸入し加工して製品にした後、再びビルマに輸出するという一種の加工貿易を始めた。1921年にバンコク＝チエンマイ間にタイ国有鉄道が開通したことから国内向けにも製品を作るようになり、王室や官僚などに顧客を得てから人気が出初め、ビジネスは成功を収めた。また建設業・金融業・不動産業にも進出した。
1938年10月17日、チエンの長男であるサックは当時の第一次ピブーン内閣が特に力を入れていた華僑同化政策の嵐の中で、苗字をそれまでの「セクー」から新たに「シナワット」に変更、家族もこれに従った。シナワット家はこのチエンの子の世代から華僑色を弱めてタイ同化の傾向を見せるようになり、それにともなって一族から高級官僚を輩出するようになっていった。サックはタイ王国陸軍に勤務、サックの息子たちも軒並み陸軍入りした。サックの弟の一人、ルートは1919年にチエンマイで生まれ、タイ王族の血を引く女性と結婚すると国会議員として政界に進出した。その後議員を辞めると、ルートは飲食業・造園業・自動車販売・石油販売など多岐にわたるビジネスに参入し富を築いた。ルートの子・タクシンは、2001年2月9日から2006年9月20日までタイの首相を務め、ルートの末娘インラックは2011年8月8日に首相に就任した。セン・セクーから4代目にして、旧華僑のシナワット家はタイの政界・官界・財界・軍部に広い人脈と大きな影響力を持つ、同国有数の一族にのし上がったのである。2024年8月16日にタクシンの次女ペートンタンが首相に就任した。

## 著名人
内戚
- 丘春盛
  - チエン・シナワット
    - サック・シナワット
      - ウタイ・シナワット
      - チャイシット・シナワット
      - プラウィット・シナワット

    - ルート・シナワット
      - タクシン・シナワット（ポチャマーン・ダーマーポンは元夫人）
        - ペートンターン・シナワット

      - インラック・シナワット
      - ヤオワレート・シナワット

外戚
- モンターティップ・コーウィットチャルーン
- ヤオワパー・ウォンサワット（タクシンの妹、ソムチャーイ・ウォンサワットの妻）

## 脚註
1. ↑  末廣昭「チナワット・グループ―タイの情報通信産業と新興財閥」『アジア経済』第36巻 2号、アジア経済研究所、1995年、25-60頁。
2. ↑  “タイ新首相にペートンタン氏 タクシン氏次女、下院で選出”. 時事通信. (2024年8月16日) 2024年8月16日閲覧。